# M17 (amateur radio)

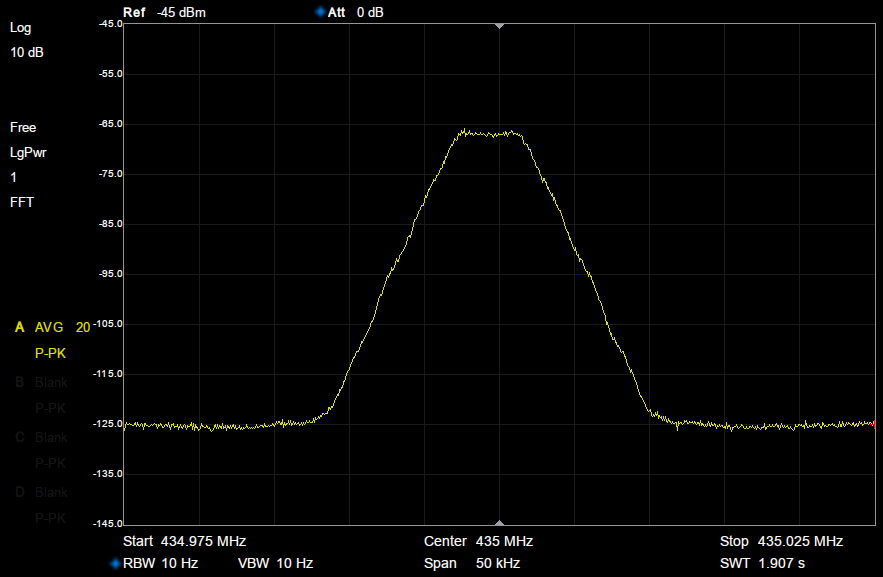
Espectro RF del protocolo M17

M17 Es un modo digital de modulación de radio desarrollado por Wojciech Kaczmarski SP5WWP et al. M17 está diseñado principalmente para comunicaciones de voz de radioaficionados en la banda de VHF y superiores.

## General

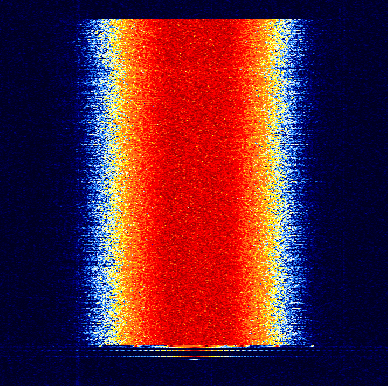
Espectrograma del protocolo M17. El tiempo está representado en el eje vertical, avanzando de abajo hacia arriba. Es visible un preámbulo de 40 milisegundos al principio de la transmisión.

M17 usa la modulación 4FSK a 4800 símbolos por segundo con un filtro Nyquist de coseno alzado aplicado al flujo de datos. El ancho del canal es de 9 kHz y el espaciado entre canales es de 12.5 kHz. La tasa de datos bruta es de 9600 bits por segundo, con una transferencia efectiva de datos de 3200.
El protocolo permite la transmisión de datos a baja velocidad (pareja a la voz) como, por ejemplo, datos de posicionamiento GNSS .
El modo ha sido probado con éxito a través de los satélites geoestacionarios EchoStar XXI y QO-100.
M17 Ha recibido el Premio de Innovación Técnica 2021 de la ARRL. También ha sido galardonado con una subvención de la Amateur Radio Digital Communications. La especificación del protocolo está publicada bajo la licencia GNU General Public License.

## Codificación de voz
M17 Usa Codec 2, un codec de voz de baja tasa de datos desarrollado por David Rowe VK5DGR et al. Codec 2 fue concebido para radioafición y otras aplicaciones de voz que requieran una compresión elevada. El protocolo soporta tanto los modos de 3200 y 1600 bits por segundo (full y half rate, respectivamente).

## Control de errores
Se usan tres técnicas para el control de errores: Código Binario de Golay, código convolucional perforado y entrelazado de bits. Además, antes de la transmisión, los datos son transformados (XORed) con un flujo decorrelator pseudoaleatorizado. Esto asegura que la banda base contenga el máximo posible de cambios de símbolo.

## Soporte de hardware
Los equipos portátiles TYT MD-380, MD-390 y MD-UV380 pueden ser programados con un firmware específico open source para hacerlos capaces de emplear M17 para las comunicaciones.
También se puede transmitir y recibir M17 usando el firmware MMDVM en una placa compatible conectada a transceptores equipados con puerto de transmisión de 9600 baudios tales como los Kenwood TM-D700 y TS-2000, Icom IC-7100, Motorola GM-340, etc.

## Enlace con otros modos
Enlaces con DMR y C4FM ya están en funcionamiento.

## M17 sobre IP
Se pueden enlazar nodos y repetidores utilizando reflectores. Hay más de 100 reflectores M17 repartidos por todo el mundo (Jan 2022).